# Rock Universitário ao Vivo
Rock Universitário ao Vivo é o segundo DVD da banda brasileira de pop rock Quatro Fatos, foi lançado no ano de 2008. Contou com a participação do cantor e compositor Milton Guedes, na canção "Sonho de Uma Noite de Verão". A música, de autoria de Milton, foi apresentada a ele na versão feita pela banda pelo vocalista Sandro Saga. Esse disco marcou o ingresso do contrabaixista Gustavo Missola, que substituiu Fabio Boto.

## Faixas
Todas as faixas são acústicas.
1. "Temporal"
2. "Você Me Fez Reviver"
3. "Sonho de Uma Noite de Verão" (part. Milton Guedes)
4. "É Tarde pra Pensar"
5. "Porque não Se Passou de Um Sonho"
6. "Só Se For Agora"
7. "Volta"
8. "Vinho Tinto"
9. "Paciência em Silêncio"
10. "Cumplicidade"
11. "Só Cabe a Você"
12. "Agora Sim"
13. "Amor Perfeito"
14. "Eu Tô Solteiro"